# Tatta hitotsu no koi
Tatta Hitotsu no Koi (jap. たったひとつの恋 pol. dosł. Tylko jedna miłość) – japońska drama emitowana na antenie NTV od 14 października do 16 grudnia 2006 roku. Drama pokazuje, jak Hiroto (Kazuya Kamenashi) i Nao (Haruka Ayase) realizują swoją jedyną miłość, pomimo dzielących ich różnic.
Piosenką przewodnią dramy jest „KAT-TUN - 僕らの街で (Bokura no Machi de)”.
Drama jest dostępna na Hulu i TVer od 13 lutego 2021 roku.

## Zarys fabuły
Jest to piękna historia miłosna, pełna radości, ale i wielu przeszkód, między synem biednego właściciela podupadającej stoczni a zamożną córką właściciela sieci jubilerskiej.

## Fabuła
Historia rozgrywa się w Jokohamie. Hiroto codziennie walczy o utrzymanie małej fabryki stoczniowej pozostawionej przez ojca, aby wesprzeć matkę i młodszego brata, którzy znajdują się w trudnej sytuacji finansowej. Z kolei Nao jest córką prezesa ogólnokrajowego sklepu jubilerskiego i naiwną studentką uniwersytetu.
Po nocy spędzonej na łowieniu ryb, zarówno jako hobby, jak i zysku, Hiroto wpada na Nao, która jest w drodze do szkoły. To było ich pierwsze spotkanie. Później Hiroto poznaje Nao lepiej i stopniowo się przed nią otwiera. Para przezwycięża różne trudności, w tym sprzeciw ze strony rodziny i oboje rozwijają wzajemną miłość. Jednak wydarzenia te ranią ich oboje.

## Obsada

### Główna
- Kazuya Kamenashi jako Hiroto Kanzaki, na początku historii jest bardzo smutnym i nieco zgorzkniałym chłopcem, który gardzi bogatymi (zwłaszcza młodymi ludźmi) jako niepoważnymi, samolubnymi i materialistycznymi. Przyciąga go jednak piękno i charyzma Nao, a kiedy ją spotyka, nie może powstrzymać się od pokochania jej za jej dobroć, prostotę i szczerość. Jednak gdy jego związek z Nao napotyka na przeciwności losu, jest rozdarty między miłością a obowiązkiem wobec rodziny.
- Haruka Ayase jako Nao Tsukioka, która jest córką miliardera z rodziny, która od pokoleń odgrywa kluczową rolę w budowaniu imperium sieci luksusowych sklepów jubilerskich, a oprócz tego, że jest piękna i elegancka, jest bardzo szlachetną dziewczyną, życzliwą, naiwną i nieco dziecinną jak na swój wiek. Na początku historii jest również nieco kapryśna. Kiedy poznaje Hiroto, przyciąga ją przystojny chłopak i w końcu po raz pierwszy odkrywa, namiętną i czułą miłość. Odważnie walczy z przeciwnościami losu, aby być z Hiroto, ale cienie dramatycznych epizodów z jej przeszłości unoszą się nad nią.
- Koki Tanaka jako Kou Kusano, najlepszy przyjaciel Hiroto. Pracuje jako kierowca ciężarówki. Jest naiwnym romantykiem, który jest nieśmiały w stosunku do kobiet. Mimo to zaczyna spotykać się z Yuko.
- Yūta Hiraoka jako Ayuta Ozawa, stary znajomy Hiroto i Kou. Uczęszcza do szkoły mechanicznej. Jest przystojny, ale niezdecydowany dlatego wciąż nie ma dziewczyny. Pracuje na pół etatu w kawiarni. Jest też dobrym doradcą Nao. Po ukończeniu szkoły zawodowej pracuje dla producenta samochodów.
- Erika Toda jako Yūko Motomiya, najlepsza przyjaciółka Nao i, podobnie jak ona, studentka drugiego roku literatury angielskiej. Żyje samotnie dzięki przekazom pieniężnym i pracy na pół etatu. Córka lekarza pierwszego kontaktu w Kobe. Jest zaskakująco silna. Początkowo stara się ukryć swój związek z Kou przed przyjaciółkami i ignorować go, ale kiedy zdaje sobie sprawę, że to musi być on, szczerze przeprasza. Po ukończeniu uniwersytetu wraca do rodzinnego domu w Kobe, aby iść w ślady ojca i ponownie wstąpić do szkoły medycznej.

### W pozostałych rolach
- Ryusei Saito jako Ren Kanzaki, młodszy brat Hiroto. Ma wesołą osobowość, ale uczęszcza do szkoły dla niepełnosprawnych ze względu na swoją chorowitą budowę ciała. Kiedy poszedł do gimnazjum i dołączył do drużyny baseballowej.
- Kimiko Yo jako Akiko Kanzaki, matka Hiroto. Pracuje jako hostessa w klubie. Zrobi wszystko dla swojej rodziny, ale na zewnątrz jest rozrzutna i próżna. Szantażuje ojca Nao, Masahiko, aby spłacić swoje długi. Po odejściu ze stoczni opuszcza klub i pracuje w dziale spożywczym domu towarowego.
- Jun Kaname jako Tatsuya Tsukioka, starszy brat Nao. Troszczy się o swoją siostrę i pomógł jej, oddając własny szpik kostny, gdy zachorowała. Jest studentem studiów podyplomowych i w przyszłości ma przejąć rodzinny biznes, ale tak naprawdę chce zostać naukowcem.
- Yoshiko Tanaka jako Mitsuko Tsukioka, matka Nao. Uprzejma i naturalna, jest centralną postacią w tworzeniu atmosfery rodziny Tsukioka.
- Kazuo Zaitsu jako Yasuhiko Tsukioka, ojciec Nao. Prezes firmy jubilerskiej Star Jewellery. Jest człowiekiem sukcesu i chce, aby Tatsuya i Nao przejęli rodzinny biznes.

## Odcinki/Streszczenie

### Odc. 1
Hiroto, który przejął fabrykę naprawy statków pozostawioną przez ojca, mieszka ze swoim chorowitym młodszym bratem Renem i matką Akiko. Jest tak zajęty życiem, że zapomina, jak się śmiać i spędzać normalnie dni.
Pewnego dnia, Hiroto w drodze na sprzedaż ryb, które złowił ze swoimi przyjaciółmi Ayutą i Kou, wpadają na Nao i Yukę, a wiadro z rybami wylewa się bezpośrednio na Nao, niszcząc jej ubranie. Przepraszają się nawzajem, ale atmosfera jest nieco gęsta.
Tej nocy Hiroto i jego przyjaciele zakradają się na imprezę przyjaźni między pewnym uniwersytetem a prestiżowym uniwersytetem Yokohama Jogakkan, „kłamiąc”, że są również studentami uniwersytetu. Niezauważony przez otaczające go dziewczyny, Hiroto zdobywa ich dane kontaktowe, jakby to była „gra”.
Następnie Hiroto ponownie spotyka Nao, ale naśmiewa się z niej, kłamiąc jeszcze bardziej, że jest „studentem medycyny”. Jednak gdy Nao wpada do basenu, Hiroto pomaga jej, ale...

### Odc. 2
Kłamstwo Hiroto o byciu studentem uniwersytetu zostaje zdemaskowane przez Nao.
Hiroto nie przeprasza jej, ale jest sfrustrowany i zły, że jego kłamstwo zostało odkryte.
Jednak słowo „kłamca” wypowiedziane przez Nao niepokoi go jeszcze bardziej więc idzie pod adres podany przez Ayutę, aby oddać jej pieniądze.
Kiedy dociera pod wskazany adres, znajduje wieżowiec w Minato Mirai 21, w którym mieszka Nao. Hiroto zauważa różnicę w „świecie”, w którym żyje.
W międzyczasie Yuko zauważa, że Nao jest nieco przygnębiona relacją z Hiroto i próbując coś z tym zrobić, zabiera ją do miejsca pracy Ayuty.
W międzyczasie Ayuta zdaje sobie sprawę, że Hiroto jest również nieco zaniepokojony sytuacją z Nao, więc zaprasza wszystkich na festiwal. Oczywiście jest on również świadomy „uczuć” Kou do Yuki.
Nao niechętnie idzie na festiwal. Dowiaduje się jednak, że Hiroto również weźmie w nim udział.

### Odc. 3
Hiroto dowiaduje się z artykułu w tygodniku, że Nao jest córką prezesa Star Jewellery. Nao zbiera się na odwagę i dzwoni do Hiroto, jednak ten nie odbiera.
Yuko zaprasza Nao na drinka do domu Hiroto wraz z Kou i Ayutą. Młodszy brat Hiroto, Ren, który opiekuje się domem, jest szczery, miły i uroczy, a Nao całkowicie pochłania rozmowa z nim.
W międzyczasie Hiroto zostaje poinformowany przez swojego partnera biznesowego, że chce rozwiązać partnerstwo i porozmawiać bezpośrednio z prezesem. Hiroto kłania się i prosi prezesa o ponowne rozważenie tej decyzji, ale prezes nie tylko sprzeciwia się, ale także zaczyna krytykować rodziców Hiroto.
Kiedy Hiroto wraca do domu, nieumyślnie jest nieuprzejmy dla Nao, która rozmawiała z Renem.

### Odc. 4
Hiroto i Nao stopniowo otwierają się na siebie, wraz z Renem, który również otwiera się na Nao. Jednak matka Hiroto, Akiko, nie może oprzeć się wrażeniu, że Hiroto i Nao za bardzo się od siebie różnią.
Jednocześnie ojciec Nao nie może ukryć swojego zaskoczenia, gdy słyszy, że jego córka przytulała się z mężczyzną na ulicach Minato Mirai. W odpowiedzi brat Nao, Tatsuya, potwierdza fakty dotyczące Nao.
Tymczasem Kou udaje się na przejażdżkę z Yuko zgodnie z obietnicą. Jednak Yuko wydaje się być w złym nastroju i zachowuje się nieco snobistycznie. Kou zaczyna myśleć, że Yuko może go nie lubić.
W międzyczasie pojawia się Yuki, była dziewczyna Hiroto. Po usłyszeniu od Ayuty, że Yuki spotyka się z gangsterem, Hiroto nie może zostawić jej samej i idzie do jej mieszkania.

### Odc. 5
Hiroto odwiedza mieszkanie Nao, aby wyjaśnić nieporozumienie, że ma dziewczynę, ale sprawy stają się niezręczne, gdy matka Nao, Mitsuko i Tatsuya również są z nią.
W międzyczasie ojciec Nao tak bardzo martwi się o nią, że wystawia ją na próbę, konfrontując ją z „rzeczywistością” Hiroto, którą zlecił zbadać.
Hiroto, Nao i Ayuta są zaskoczeni, słysząc, że Ko i Yuko zaczęli się spotykać, ale cała piątka decyduje się wyjść razem.
Hiroto obiecuje Nao i obiecuje, że ponownie ją odwiedzi.
Jednak w dniu ich ponownego spotkania, Nao przytrafia się nieoczekiwany incydent.

### Odc. 6
Nao zostaje zaatakowana przez Yamashitę, a Tatsuya wdaje się w bójkę z Yamashitą, więc Hiroto nie jest w stanie zobaczyć się z rodziną Nao. Masahiko i Mitsuko, którzy nic nie wiedzą o sytuacji, odczuwają jedynie ulgę, że ukochany ich córki się nie pojawił.
Yuko, która czuje, że zrobiła straszną rzecz, ale nie jest w stanie przeprosić Kou, decyduje się pójść na grupową randkę z przyjaciółkami i wdaje się w kłótnię z Nao, która ją za to krytykuje. Nao czuje się samotna i postanawia spotkać się z Hiroto.
W międzyczasie Ayuta dowiaduje się, że Ko powiedział Hiroto, gdzie jest Yamashita i pędzi go znaleźć. Jednak Hiroto jest już w drodze do Yamashity.

### Odc. 7
Pozbawiony wszystkich oszczędności Hiroto desperacko poszukuje pieniędzy, ponieważ wie, że jeśli tego nie zrobi, straci fabrykę i dom.
Jednak wszędzie spotyka się z odmową.
Wtedy Hiroto odbiera telefon od Nao, która nic o tym nie wie.
Pyta, czy mogą się jutro spotkać. Hiroto nie potrafi wyjaśnić sytuacji w fabryce i mówi jej, że nie może się z nią spotkać. Nao postanawia spotkać się z Ayutą.
Ko nie może pogodzić się z Yuko i jest całkowicie przygnębiony, a Ayuta nie może zostawić go samego.
W międzyczasie Akiko, która ma do spłacenia dużą sumę pieniędzy, o której nie może powiedzieć swojemu synowi, spotyka się z Masahikim i mówi coś oburzającego.

### Odc. 8
Ojciec Nao wynajmuje dla niej ochroniarza, by była kontrolowana przez cały czas. Nao nie widuje się już z Hiroto, aby dotrzymać obietnicy danej matce.
Kiedy Hiroto dowiaduje się o sytuacji, wierzy Nao, która mówi, że przekona swoich rodziców. Kou, Ayuta i Yuko również jej wierzą, mówiąc, że to wszystko, co mogę zrobić.
Nao kontynuuje machanie „tym światłem” w kierunku fabryki Hiroto.
W tym samym czasie Masahiko próbuje namówić swojego lojalnego podwładnego Saito na randkę w ciemno z Nao.
Pewnego dnia Hiroto zostaje wezwany przez Masahiko i otrzymuje dużą sumę pieniędzy.
Kiedy Hiroto dowiaduje się, że są to pieniądze, którymi jego matka szantażowała ojca Nao, mówi mu, że to koniec.

### Odc. 9
Hiroto nie jest w stanie nic powiedzieć Nao, która mówi mu, że opuściła dom.
Jednak postanawia spokojnie porozmawiać o przyszłości z Nao, która staje się bardziej emocjonalna niż kiedykolwiek.
3 lata później, Hiroto, Ko i Ayuta, których drogi się rozeszły, spotykają się ponownie na ślubie jednego z nich.
Pod słonecznym niebem w pobliżu portu w Jokohamie Hiroto dostrzega kogoś...

### Odc. 10
Uczucia Hiroto zostają zachwiane nagłym pojawieniem się Nao w fabryce, ale próbuje się otrząsnąć, mówiąc jej, by nie przychodziła do niego.
W międzyczasie Nao i Saito wyznają swoje uczucia do siebie i podejmują „pewną decyzję” przed ślubem.
W międzyczasie Hiroto otrzymuje telefon od Ayuty, informujący go, że Yuko, która mieszka w Kobe, poprosiła go o spotkanie ze wszystkimi.
Kou dołącza do nich i cała piątka spotyka się po raz pierwszy od dłuższego czasu, ale...

## Harmonogram transmisji
| Odc. | Data emisji          | Podtytuł (Kanji) | Podtytuł (Rōmaji)             | Oglądalność | Przy  |
| --- | -------------------- | ---------------- | ----------------------------- | ----------- | ----- |
| 1 | 14 października 2006 | 上流と下流の恋   | Jōryū to karyū no koi         | 12.8%       | [ 3 ] |
| 2 | 21 października 2006 | 手をつないだ     | Te o tsunai da                | 10.4%       | [ 3 ] |
| 3 | 28 października 2006 | もう会わない     | Mō awa nai                    | 12.2%       | [ 3 ] |
| 4 | 4 listopada 2006     | 僕の怒り、君の涙 | Boku no ikari, kimi no namida | 13.6%       | [ 3 ] |
| 5 | 11 listopada 2006    | 君がいなくなる   | Kimi ga i naku naru           | 10.5%       | [ 3 ] |
| 6 | 18 listopada 2006    | ふたりの秘密     | Futari no himitsu             | 10.3%       | [ 3 ] |
| 7 | 25 listopada 2006    | でも、僕は       | Demo, boku wa                 | 10.6%       | [ 3 ] |
| 8 | 2 grudnia 2006       | さよなら         | Sayonara                      | 10.1%       | [ 3 ] |
| 9 | 9 grudnia 2006       | きっとまた会える | Kitto mata aeru               | 13.0%       | [ 3 ] |
| 10 | 16 grudnia 2006      | たったひとつの恋 | Tatta hitotsu no koi          | 12.6%       | [ 3 ] |
| *W powyższej tabeli, niebieskie liczby oznaczają najniższe oceny, a czerwone najwyższe *Średnia ocena widowni: 11,7%（Oceny odbiorców są oparte na badaniach regionu Kantō przeprowadzonych przez Video Research) |                      |                  |                               |             |       |